# ルーホッラー・ホメイニー
アーヤトッラー・セイイェド・ルーホッラー・ムーサヴィー・ホメイニー（ペルシア語: آیت‌الله سید روح‌الله موسوی خمینی, ラテン文字転写: Āyatollāh Seyyed Rūḥollāh Mūsavī Khomeynī  発音, 1902年9月24日 - 1989年6月3日）は、イランにおけるシーア派の十二イマーム派の精神的指導者であり、政治家、法学者。1979年にパフラヴィー皇帝を国外に追放し、イスラム共和制政体を成立させたイラン革命の指導者で、以後は新生「イラン・イスラム共和国」の元首である最高指導者として、同国を精神面から指導した。
「ルーホッラー・ホメイニー」は原語での発音に近いカタカナ表記で、比較的新しい表記法である。日本ではホメイニーの存命中から今日に至るまで、外務省や新聞・報道は一貫して「ホメイニ師」「アヤトラ・ホメイニ師」などと表記しており、死後でも一般にはこのホメイニ師の方がより広く知られている。
1000リアルから10万リアルの7種類の紙幣にその肖像を見ることができる。

## 経歴について

### 生い立ち

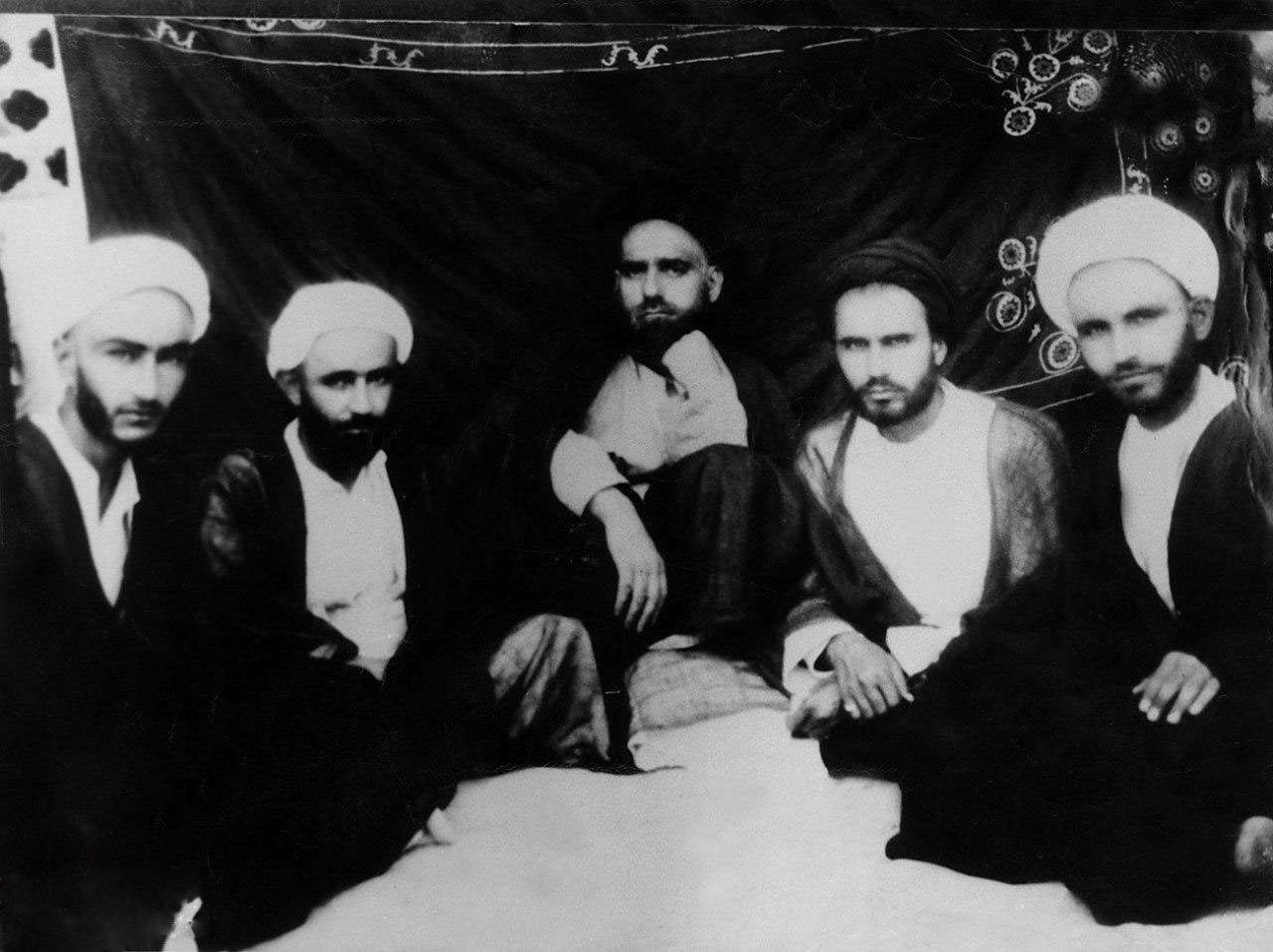
若い頃のホメイニー(右から2人目)

ホメイニーは、1902年、イラン中部の人口1万に満たない小さな町・ホメインに、シーア派第7代イマーム、ムーサーの子孫を称するサイイド（預言者ムハンマドの直系子孫）の家系として生まれ、出生名をルーホッラー・ムーサーヴィーといった。当時イランには近代化政策に伴う創姓法によりすでに家姓が存在したため、ムーサヴィーが本名の姓にあたる。のちに「ホメイン出身の者」を意味するニスバより、ホメイニーを名乗る。なお、シーア派では法学者が出身地などを冠したニスバで呼ばれるのは極めて一般的である。
ホメイニーが生後5ヶ月の時に法学者であった父親が地元の人間により殺害され、母親とおば達によって教育を受ける。16歳の時に二人とも亡くなり、その後は兄に教育を受けた。
幼い頃に亡くなった父にならい、アラークで学んだ後に彼もイランのシーア派の聖地ゴムでイスラム法学を修め、シーア派の上級法学者を意味するアーヤトッラーの称号を得た。これらの教育や研究の中で「生きることの本義は簡素、自由、公共善にあり」という信念を確かなものとし、自分の人生においてもこれを実践するとともに人々に呼びかけた。

### 皇帝の政策への批判と反帝制運動
そして第二次世界大戦中の1941年頃から、モハンマド・レザー・パフラヴィー皇帝の独裁的な西欧化政策に対する不満を表明する。その後1963年に、皇帝が宣言した「白色革命」の諸改革に潜むイラン皇帝の独裁的な性格を非難、抵抗運動を呼びかけて逮捕される。この時は釈放されるものの政府批判を続け、翌年1964年、ついにホメイニーの国民への影響力を恐れたパフラヴィー皇帝に拉致され、国外追放を受け亡命した。

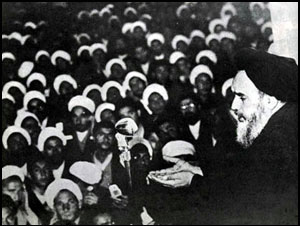
説教するホメイニー（1964年）

この「白色革命」を含む皇帝の政策は、石油のアメリカ合衆国やイギリス、日本などへの輸出による豊富な外貨収入を背景にした工業化と西欧化を中心に据えたものであるものの、西欧的で世俗的なだけでなく、多分に独裁的な性格が強く、さらにイランの内情や国民の生活を省みない急激な改革を行ったために貧富の格差が増大した。これらのことに国民は反発して抵抗運動が起きた。ホメイニーはこの運動のシンボル的な存在だった。
その後、トルコに滞在した後に、イラクのシーア派の聖地ナジャフに移ったホメイニーは、イラン国民に改革の呼びかけを行う一方、ここでシーア派のイスラム法学者がお隠れ（ガイバ）中のイマームに代わって信徒の統治を行わなければならないとするホメイニー以前からあったシーア派の理論をさらに発展させた「イスラム法学者による統治論（ヴェラ－ヤテ・ファギーフ）」を唱えた。
このイラク滞在時に長男が突然死しているが、パフラヴィー皇帝の「サヴァク」による暗殺とみられている。1978年にイラクを離れ、フランスに亡命してからも、一貫して国外からイラン国民へ皇帝への抵抗を呼びかけ続けた。

### 革命の成功

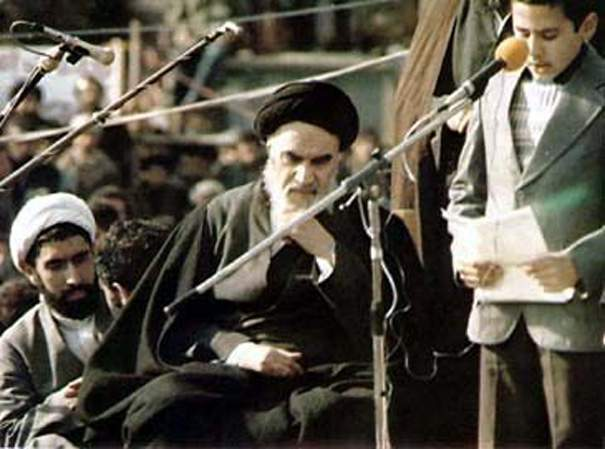
帰国して直ぐ演説に臨むホメイニー

1979年1月16日、フランスから糸を引いた反体制運動の高まりに耐えかね、皇帝とその家族がエジプトに亡命。これを受けて、ホメイニーは2月1日に亡命先のフランスから15年ぶりの帰国を果たし、ただちにイスラーム革命評議会を組織した。
2月11日、評議会はパーレヴィー皇帝時代の政府から強制的に権力を奪取し唯一の公式政府となると、「イスラム共和国」への移行の是非を問う国民投票を行い、98%の賛意を得た。4月1日、ホメイニーは「イラン・イスラム共和国」の樹立を宣言し、「法学者の統治論」に基づいて、終身任期の最高指導者（国家元首）となり、任期4年の大統領（行政府の長）をも指導しうる、文字通り同国の最高指導者となった。この一連の動きをイラン革命と呼ぶ。

### 国家元首として
新政権は、その発足直後からイランアメリカ大使館人質事件やイラン・イラク戦争などの外交危機や戦争、バニーサドル大統領と議会多数党のイスラム共和党の対立など、さまざまな危機的状況にもまれたが、革命イランの最高指導者としてホメイニーは、諸政策に強い影響力をもった。ホメイニーは政治・司法・文化をイスラムに基づいて構築し直すことを目指したが、当初はある程度は現実にあわせたイスラムを考えて改革的な政策も施行していた。
ホメイニーは、革命中はかつてのシーア派イマームたちの殉教を「被抑圧者（モスタズアフィーン）」の抵抗の象徴とし、皇帝の独裁に対抗するシーア派社会主義の理念を取り入れ、この革命を「イスラームに基づく被抑圧者解放」と主張した。この主張によってホメイニーは、元来社会主義の支持者だった貧困層や世俗的中産階級からも支持を取り付け、革命を達成した。
しかし革命達成後は一転して、世俗主義者や社会主義者を「イスラームの敵（カーフィル）」として弾圧するなど、事実上の宗教独裁体制を敷いた。さらに1988年に発表された、イギリスの作家サルマン・ラシュディがムハンマドの生涯を題材に書いた小説『悪魔の詩』を「冒涜的」だとして、1989年2月14日に著者のラシュディ、及び発行に関わった者などに対して死刑を宣言するなど、強権的な姿勢をさらに強め、イスラム教国を含む世界各国から強い反発を招いた（日本語訳者の五十嵐一が殺害されたが未解決）。

### 死去

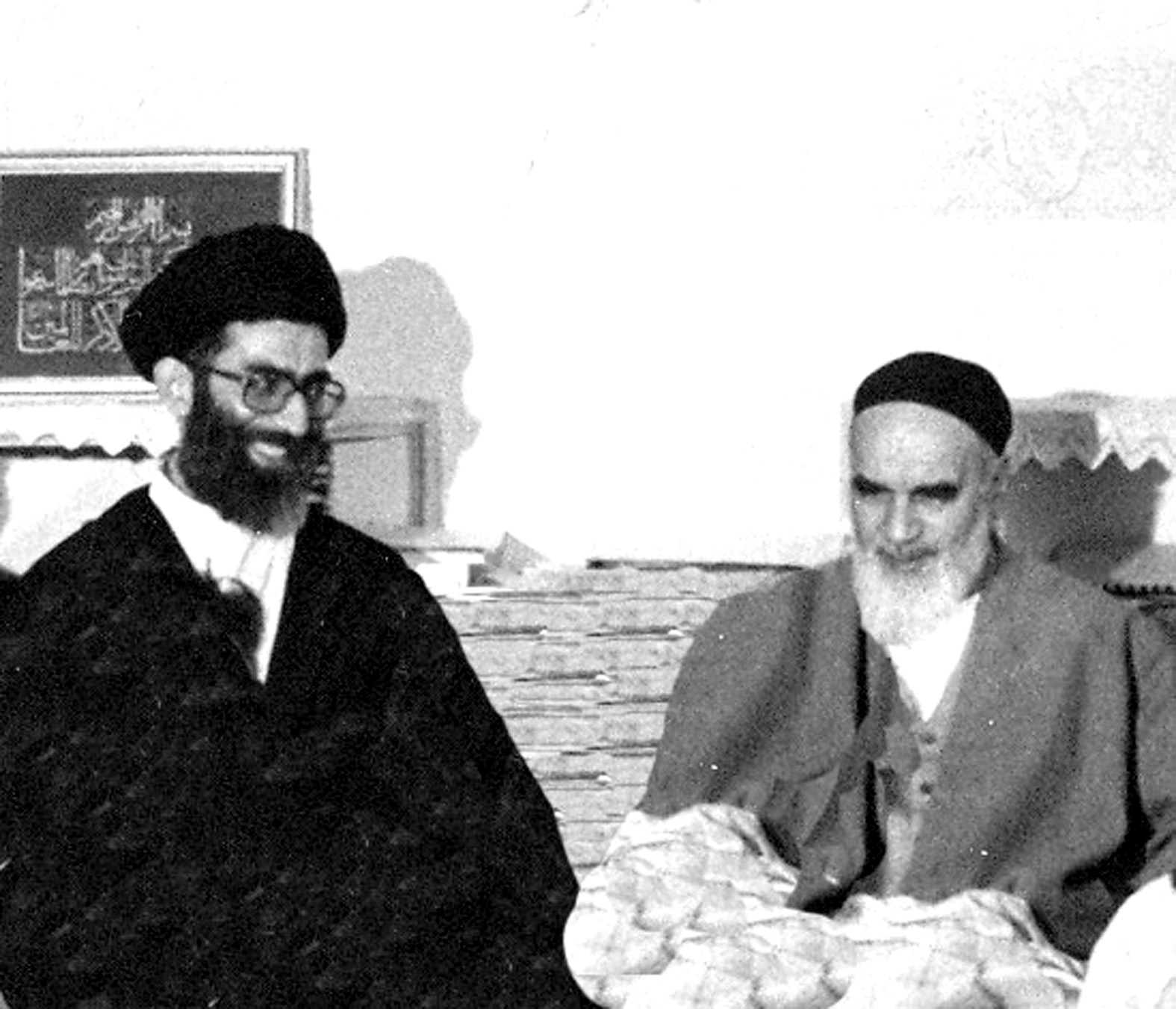
ホメイニーの許を訪れたハーメネイー大統領（当時）

1989年6月3日死去。86歳だった。最期の言葉は「灯りを消してくれ、私はもう眠い」だった。イラン最高指導者の職はアリー・ハーメネイーが継承した。葬儀の際には、棺を移送中に取り扱いの不手際で棺の蓋が開いて遺体が落下、これを見た一部の参会者がショックで卒倒する一方で、多くの参会者はその衣服や体の一部を「聖遺物」として持ち帰ろうとその遺体に殺到、これが暴徒化して大騒動になった。現在はテヘラン南部のホメイニー廟に祀られている。

## 主義と主張について

### 統治形態について
ホメイニーの著書『イスラム統治体制』（法学者の統治論）はイスラムに基づく国家と社会のあり方について述べているが、本書の理念はイラン・イスラム共和国憲法の基本原理として盛り込まれた 。
法学者の統治論は十二イマーム派の政治理論であり、ホメイニー以前から存在していたもので、ホメイニーはこれを発展させ、『イスラム統治体制』でイスラム法学者はイスラム政治体制を樹立し、国家権力を持った社会統治を行う（連帯）義務を持っているとした。
また、『イスラム統治体制』ではイスラムの政治体制の目的はイスラムの法を行うことであり、統治者に必要な条件はイスラム法学についての知識と指導者としての公正さであるとし、一般信徒は無謬のイマームに対するのと同じように従う義務があるとされている。
そして、イスラーム法に厳正にのっとった統治を行うことで社会に「イスラーム」的秩序を貫徹させ、汚職のない公平な税収運用、支配者による収奪の徹底した排除、被抑圧者の解放と救済などを達成するよう説いており、彼の主張する「イスラーム的統治」によって、君主や貴族の汚職・浪費・収奪などが批判されたパフラヴィー朝とは全く異なるイスラーム的公益社会を実現しようとした。
ホメイニーは君主制・世襲権力をイスラームの理念に反しているとして否定している。直接にはパフラヴィー朝を指しているが、ホメイニーはそれまで合議制だったカリフ位をウマイヤ家が世襲制にしたことにシーア派が対抗した事例を挙げることで、シーア派の歴史の中に反君主制・世襲権力という動きを見出そうとしている。
ただし、当時シーア派がウマイヤ家のカリフ位世襲に反対したのは、預言者の血縁のアリー家によるカリフ位の世襲を目指したためである。

### 現実に適わせたイスラームについて
1988年初め、ホメイニーは公益に適うならば政府の令が伝統的なイスラーム法に優先すると表明した。これは、国家の現実にイスラームの伝統的規範を適合させようとする努力であった。また、当時イスラーム法が政府の令に優先するという伝統的な考え方の人物も多くいるなかでの重要な表明だった。
同年9月、宗教的道徳に反する使用はしないという条件付きで、楽器とチェスの解禁も行った。この時、コムの宗教法学者が権威あるイスラーム・シーア派の伝承を引用してこのことをホメイニーに問いただしたが、ホメイニーは「現代に適応できない宗教学者」のくびきから脱すべしとこの宗教法学者を諭した。

### 革命に貢献した女性の役割と女性の地位について
ホメイニーの次に最高指導者となったハーメネイーはその見解でホメイニーの発言や考えにも言及している。（以下はこの見解を参考）
イラン・イスラム革命が勝利した際、ホメイニーは「もしこの運動に女性の協力がなかったら、革命は勝利していなかっただろう」と述べ、女性たちが賛同せず、信じなければこの革命が成功することはなかったとの考えを示した。 イラン・イスラム革命では、参加者の半数が女性であり、女性は革命の先頭にたって戦い、家庭環境においても女性はその家族に文化的な影響を与えた。
ホメイニーは革命時およびその後の革命体制時における女性の役割を、またイスラム社会の完成とその革命的・イスラム的な成熟における女性の地位を、非常に大きなものと見ていた。これには、"イラン人女性・イスラム女性が、「西側の堕落した文化」が築いた道の中で、様々な罠から解放されるための自らの聖なる戦いを、強固な決意で継続する"ことが必須であるとした。

### 「植民地主義者」の反イスラーム政策への危惧について
『イスラーム統治論』では、「植民地主義者」の政策に関する警告もなされている。ここでは、西側の植民地主義者は、300年あるいはそれ以上前からイスラム諸国に進出していたが、自分たちの利益獲得を難しくし、その政治的権力を危うくしているのはイスラームとその法規範、人々のイスラームへの信仰だと見做したため、多様な手段をもって反イスラームの宣伝と陰謀を実施したとされている。当時、宗教学院界で養成された布教者、大学や政府の宣伝機構、印刷出版所における植民地主義者の代理人、植民地主義的な諸政府に奉仕する東洋学者たちがこの政策に協力し、本来真理と正義を求める人々の宗教であるイスラムを捻じ曲げ、異なった形で紹介し、一般の人々に誤った考えを持たせ、宗教学院界で不完全なイスラムの姿を提示したとする。
この理由として、「イスラームの活力と革命的性格を奪い、そしてムスリムたちが努力すること、運動に従事すること、自由を求めること、イスラームの法規範の執行を求めること、ムスリムたちの幸福を保障し人間としての尊厳を保った生活を認める統治（体制）を作ること、これらを阻止する意図である」としている。
この例として「イスラームは包括的な宗教ではない。生活に即した宗教ではない。社会（運営）のための諸制度や諸法を持っていない。統治方法やその諸法を持っていない。」、「倫理性も持つが、生活や社会の運営には値しない」と宣伝されていたことが挙げられている。
本来のイスラームはもちろんまったく異なる極めて政治的な宗教であるが、当時これらの「植民地主義者」の悪意のある宣伝は効果を上げており、一般の民衆よりも教育を受けた大学人や宗教学徒のほうが誤った考えを信じてイスラムをまったく正しく理解していなく、もし誰かが正しいイスラームを紹介しようとしても人々は簡単には信じようとはせず、逆に宗教学院の植民地主義の協力者が騒ぎ立てるという状況があった、としている 。

#### イスラムの社会性、政治性について
この植民地主義の宣伝が誤っていることを証明するために、ホメイニーは次のように述べている。「コーランにおいて、社会問題に言及した箇所と（社会問題ではなく個人的次元に属する）宗教儀礼の章句の比は100対1以上である。約50巻からなり、すべての法規範を包含する伝承の1セット中、3巻ないし4巻が宗教儀礼ならびに神に対する人間の義務に関連し、また、一部の法規範は道徳に関連しているが、残りはすべて社会・経済・法律・政治・社会運営に関連している（つまり、「本来のイスラーム」は個人次元の信仰よりも、社会問題により多く関わるものである）」
以上のことを述べた上で、若い世代に向けて自分が述べる論題について研究しながら、イスラムの諸法と制度を紹介するために生涯努力し、イスラムがそのはじめからいかなる障害に直面し、現在いかなる敵意と苦難に直面しているかを人々に知らせ、イスラムの本質と真実が覆い隠されたままにしてはならない、キリスト教と同じくイスラムも神と人民の関係（社会と関わりをもたない関係）についての命令のみの宗教だと人々が考えないようにしなければならない、と訴えている。
また、同著でユダヤ人の反イスラーム宣伝に関する記述もある。
「（第三次中東戦争〈1967年〉直後の）今日ユダヤ教徒が意のままに改ざんしたコーランをイスラエルの占領地で印刷していること」を挙げた上で、「声をあげ、人々に気づかせ、もってユダヤ教徒たちや彼らを支援する外国の者たちはイスラームの根幹に反対し、ユダヤ教徒の統治を世界に打ちたてようとしていることをはっきりさせなければならない。我々一部の者の無気力さが原因となって、ユダヤ教徒が我々を統治することになるのを恐れる」と述べており、これらの人々をムスリムたちを脅かす存在として、イランにおいて存在し、宣教活動を行っていることに対して危惧の念を示している。

### 他宗教勢力の見方とイスラム時代以前の世界の見方について
ホメイニーは著作に於いて「イスラムの支配下に於いて異教徒は一定程度の人権を守られるだけで満足するべきであり、政治的権利など与えられない」と主張している。著書において、現代においてもジズヤ徴収（すなわちズィンミー制）は有効だと主張している箇所がある。
パフラヴィー朝下の1962年10月6日に、政府が地方選挙において選挙権・被選挙権をムスリムのみに限った条項を撤廃し、バハイ教徒などにも市民権を拡大させようとした時には、バハイ教徒を背教者として憎悪する12イマーム派の立場から、同僚の法学者とともに激しい抗議運動を行い、同法を撤回させた。しかし、後に「彼ら（バハイ教徒）が我々（ムスリム）をしだいに弛緩させて相互に離反させ、各個人に「宗教義務」を明らかにした結果、[我々]に言葉の違いと混乱が広がった。そして今や、彼らが望むことを何でもムスリムたちやイスラーム国家に対して行っている」と主張している。	
著書でイスラム以前の時代に関して、アメリカ先住民を「野蛮な状態で日々を過ごす半開化の赤色人」、古代の（自国である）イランとローマの国家を指して「専制支配、貴族性、差別性の下にあり、専横なる人々の支配下で、人々や法による統治の痕跡は無かった」と述べている。イスラム教では、発祥の地であるアラビア半島のこともイスラム教以前の時代は「ジャーヒリーヤ時代（無知、無明時代）」とされ、野蛮な時代とされている。
イスラエルのユダヤ人に対してはイスラエルのパレスチナ占領およびパレスチナ人への抑圧という事情もあって対立する立場で、イスラームの初期におけるユダヤ人との確執を「反イスラームの宣伝と陰謀」とし、現在のパレスチナ問題に至るまでこの対立が尾を引いたものと認識している。
また、公正なる支配者に関する記述で、「ムスリムたちと人類社会を統治するものは常に公的な諸面と利益に配慮し、個人的な諸面や個人的な愛着には目をつむらなければならない」とし、それゆえにイスラームでは社会、人類の利益に反する部族・集団は滅ぼしてきたとしている。例としてムハンマドがクライザ族が腐敗を増やしていたために滅ぼした(クライザ族虐殺事件)ことを挙げている。

### 刑罰について
ホメイニーはハッド刑に関しても、著書でその必要性を強く主張していた。例として（ホメイニーは「堕落」と表現している）婚外性交渉を行ったものに対する100回の鞭打ち（未婚者）や石打ちによる死刑（既婚者）、窃盗犯に対する人体切断などをあげている。

### 共和国への影響について
結果として、ホメイニーが著書で主張した政体のほとんどが、革命イランのイスラム共和制において実現された。
イラン刑法はイスラム法体系（シャリーア）の規定にそい、イスラームを棄教したもの、婚外性交渉をした者や同性愛者に対する鞭打ち刑や投石殺刑などを定めている。またイスラーム以外の宗教のうち、ユダヤ教・ゾロアスター教・キリスト教は、当初のホメイニーの主張通りにズィンミーになることは免れ、憲法でもその尊重がうたわれたものの、政治的権利や信仰の自由などでイスラム教徒に対して劣勢に置かれることとなった。また、バハイ教徒や無神論者は完全にその存在を否定され、発覚した場合死刑である。

## 孫たちについて
ホメイニーには15人の孫がいるが、そのうちの4名が政治活動を行っている。最年長のホセインは祖父の掲げた「法学者による統治論」の廃止と世俗国家化を主張し、「聖職者（ウラマー）が政治介入する現体制は全体主義も同然」として体制転換を主張しており、現在はイラン当局により自宅軟禁下に置かれている。アリーは改革派陣営から2008年の議会選挙に立候補したが、保守派のウラマーで構成される監督者評議会の審査により立候補資格を剥奪された。同じく改革派から立候補した孫娘のザフラー (en) も立候補資格を取り消されている。このため、ホメイニーの孫で現在も政治に関わっているのはハサンただ一人である。そのハサンも2009年1月31日に行われたイスラーム革命30周年記念式典での演説で革命がイスラーム主義者だけではなく、左翼や民族主義者など全ての勢力が参加して実現できたとし、間接的にではあるが、現在の体制に不満を表明したといわれる。また最近は、2009年の大統領選挙後の国内騒乱で逮捕された改革派幹部の家族宅を慰問したり、国営放送の祖父ホメイニーに関する放送内容があまりに一面的だと抗議するなど、保守強硬派主導の革命体制に反発しているとされる。このため保守強硬派の間にはハサンに対する不満が存在しており、2010年6月4日に開かれたホメイニー死去から21周年を記念する集会では、アフマディーネジャード大統領の支持者がハサンの演説途中に「偽善者に死を！」「ムーサヴィーに死を！」などと叫んで妨害し、ハサンの演説が中断に追い込まれるという一幕があった。

## ギャラリー

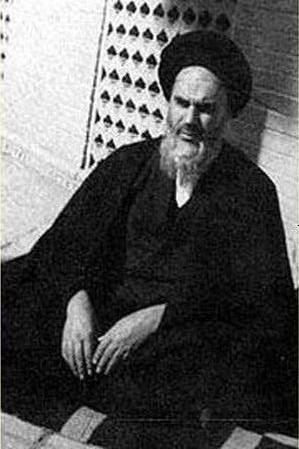
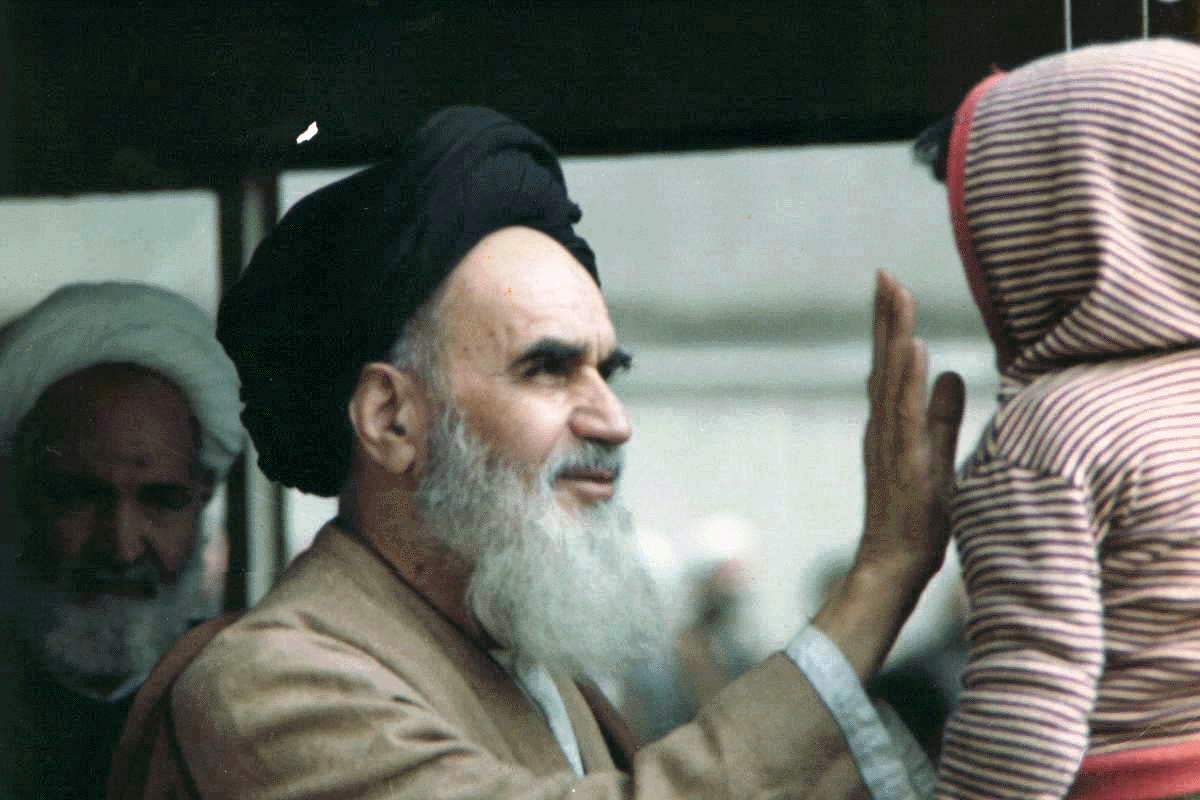
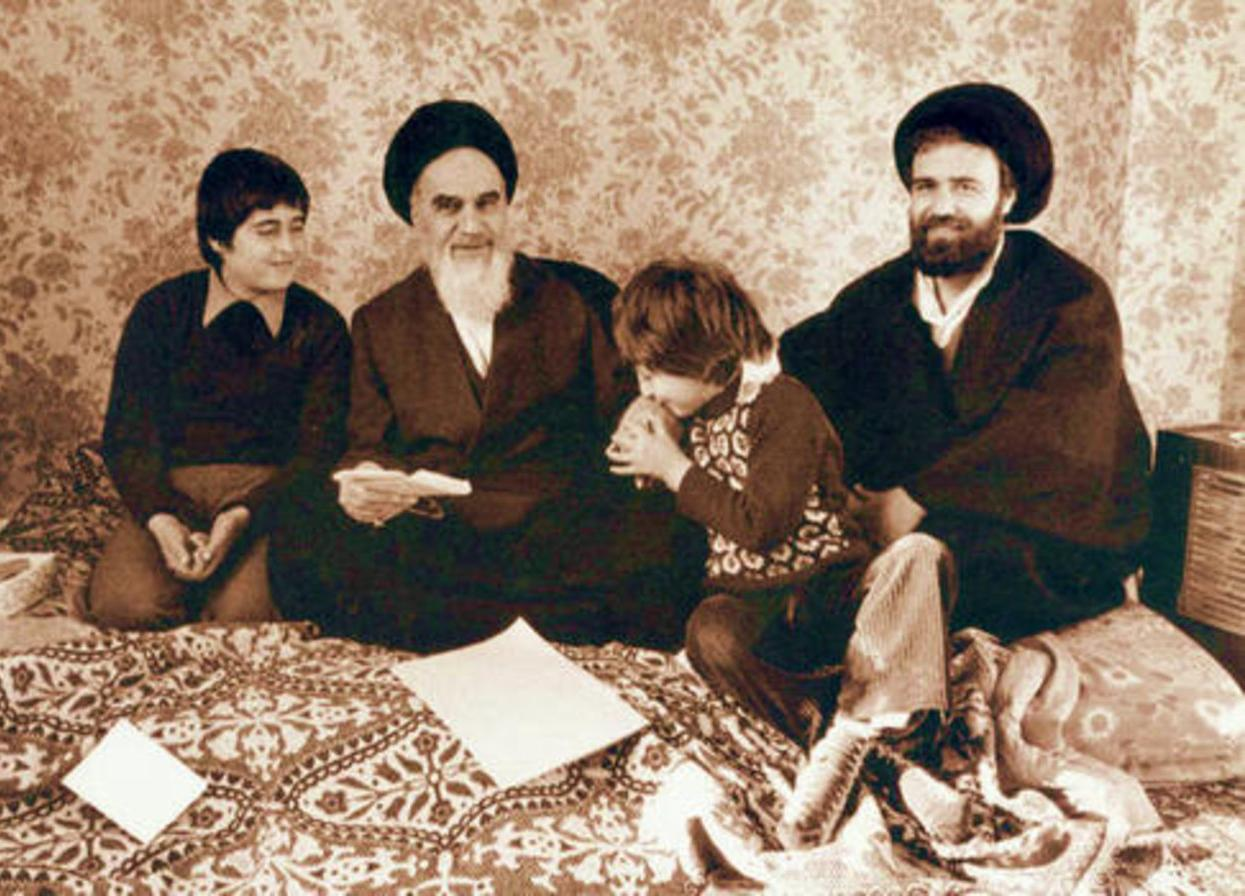
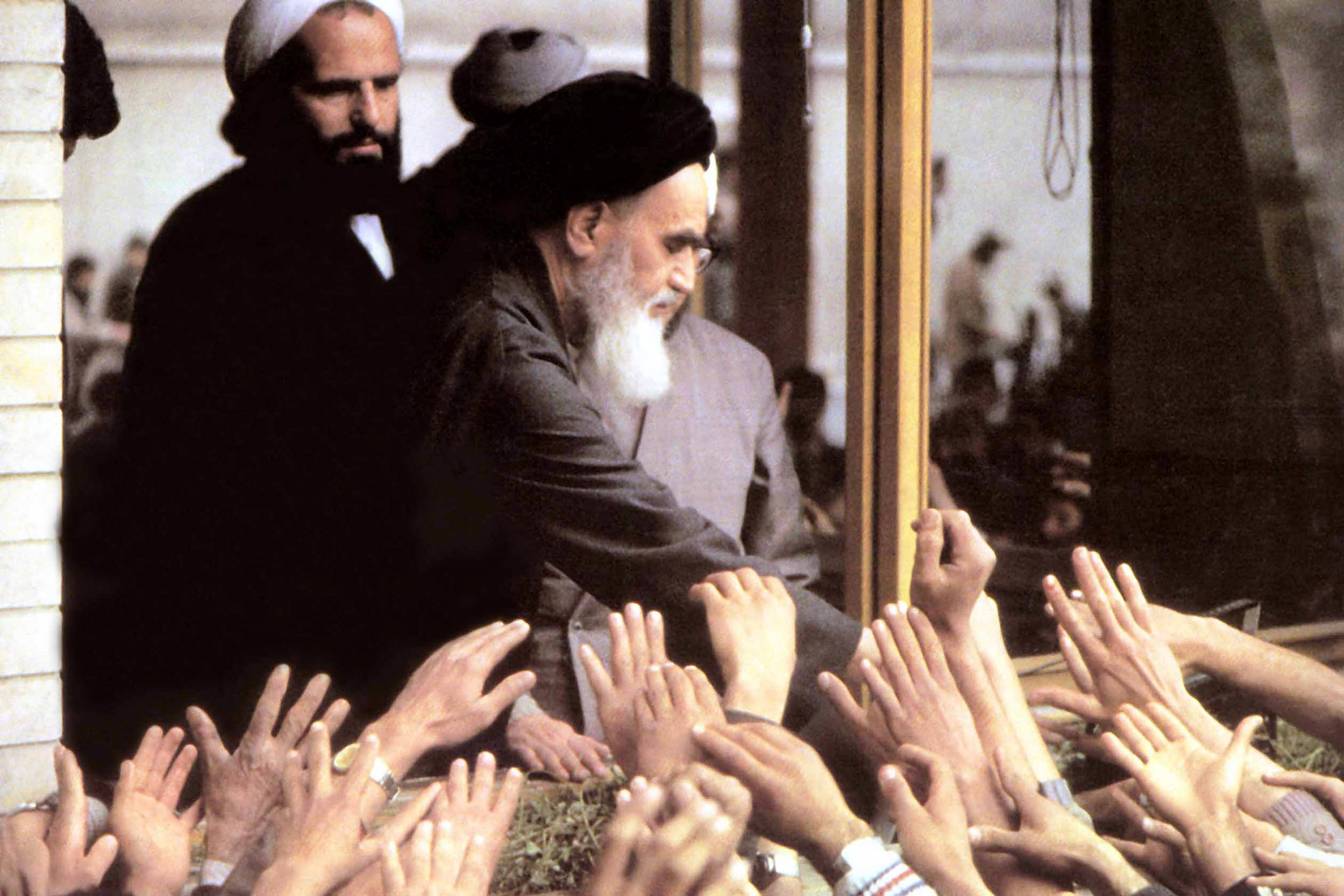
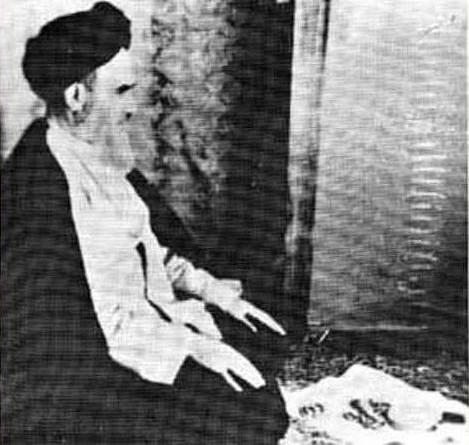

## 著作
- 『ホメイニわが闘争宣言』清水学（訳）、ダイヤモンド社、1980年2月28日。
- 『ホメイニわが革命 イスラム政府への道』共同通信社（訳）、共同通信社、1980年3月15日。
- 『イスラーム統治論・大ジハード論』富田健次（訳）、平凡社、2003年。

## 関連文献
- H.ヌスバウマー（著）『ホメイニー おいたちとイラン革命』アジア現代史研究所（訳）、社会思想社、1981年6月15日。
- ピエール・サリンジャー（著）『ホメイニに敗れたアメリカ 外交ドキュメント』玉木裕,山田侑平（訳）、ティビーエス・ブリタニカ、1982年11月25日。
- 『回教革命 アヤトラ・ホメイニ会見記』高杉信美 パン・アジアクラブ, 1987.1.
- 『鞭と鎖の帝国 ホメイニ師のイラン』高山正之 文芸春秋, 1988.8.
- 『ホメイニ師の賓客 イラン米大使館占拠事件と果てなき相克』マーク・ボウデン 伏見威蕃訳 早川書房 2007.5.
- 『ホメイニー―イラン革命の祖』富田健次 山川出版社、2014.12. ISBN 4634351005